# Vincent Kortbeek
Vincent Kortbeek (Vught, 19 november 1982) is een voormalige Nederlandse bobsleeër.
Vincent Kortbeek begon met bobsleeën in 2003, na een carrière in de atletiek waar hij voornamelijk actief was op hink-stap-springen en verspringen. In 2012 werd hij gehuldigd als 25-jaar lid van het Vughtse Prins Hendrik (sportclub). Zijn ouders, zussen en broer (Thomas Kortbeek) zijn daar ook lid.
In januari 2006 kwalificeerde Kortbeek zich definitief in het team dat enkele weken daarvoor kwalificatie had afgedwongen voor de Olympische Winterspelen 2006 in Turijn. Hij deed dit door in het Duitse Oberhof zijn concurrenten voor de Spelen in een startwedstrijd achter zich te laten. 
In Turijn trad Kortbeek in de viermansbob aan met Arend Glas, Sybren Jansma, en Arno Klaassen. Cesar Gonzalez ging mee naar Turijn als stand-in. In de viermansbob stonden de Nederlanders na de eerste run op een 12e plaats, maar konden deze in de overige drie runs niet verdedigen en zakten zodoende naar de 16e positie.
Per 1 november 2022 werd hij technisch directeur van de Atletiekunie.